# Blasskopfnonne
Die Blasskopfnonne (Lonchura pallida), auch Gelbbauchnonne oder Weißkopfschilffink genannt, ist eine Art aus der Familie der Prachtfinken. Es werden zwei Unterarten unterschieden.
Die Art gehört zu den gelegentlich gehaltenen Ziervogelarten.

## Beschreibung
Die Blasskopfnonne erreicht eine Körperlänge von 11 Zentimetern. Die Stirn, die Augenumgebung sowie die Kehle sind weißlich. Der Oberkopf, der Nacken und die Brust sind blass graubraun. Der Rücken, die Flügeldecken und die Schwingen sind braun. Die Unter- und die Oberschwanzdecken sowie die Schwanzfedern sind rotbraun. Die Geschlechter ähneln sich, jedoch sind die Weibchen sowie die Jungvögel etwas blasser als die Männchen. Das Männchen hat einen Gesang, der aus einer Reihe an- und absteigender Töne besteht, die mit einem Triller oder Lacher enden.

## Verbreitung und Lebensraum
Das Verbreitungsgebiet der Blasskopfnonnen sind die Kleinen Sundainseln sowie Sulawesi. Ihr Lebensraum sind buschreiches Grasland und Reisfelder. Sie kommen auch an den Rändern von Ortschaften vor. Die maximale Höhenlage, bis zu der Blasskopfnonnen vorkommen, beträgt 1.000 Meter. Über das Verhalten dieser Art im Freiland ist noch wenig erforscht, ähnelt aber vermutlich der Weißkopfnonne.
Auf Flores fällt die Brutzeit auf den Beginn der Trockenzeit, die in der Regel in die Monate April und Mai fällt. Die Balz enthält Elemente einer echten Halmbalz und umfasst auch Schnabelgefechte. Blasskopfnonnen bauen ihr Nest im Gebüsch oder im Schilf. Das Gelege wird 14 Tage bebrütet. Die Nestlingszeit dauert drei Wochen, die Jungvögel werden weitere zwei Wochen von den Elternvögeln betreut.

## Haltung
Die Blasskopfnonne ist vermutlich 1879 erstmals nach Europa eingeführt worden. Sie ist auch danach immer nur selten angeboten worden. Die Erstzucht erfolgte erst 1979. Sie ist in den danach folgenden Jahren mehrfach und zum Teil über mehrere Generationen nachgezogen worden. Bis heute ist die Art nur sporadisch im Handel.

## Belege

### Einzelbelege
1. ↑   Nicolai et al., S. 242